# Фельетон
Фельето́н (фр. feuilleton, от feuille — «лист», «листок») — малый жанр художественно-публицистической литературы, имеющий сатирический или юмористический характер. Обычно помещается в газетах или журналах.

## Происхождение термина
Термин фельетон возник в начале XIX века. В 1800 году во Франции издатель газеты Луи-Франсуа Бертен «Journal des Débats» стал выпускать к ней добавочные листы, а в 1803 году изменил формат своей газеты — удлинил его книзу, и эта добавочная часть, отделённая от газеты «линией отреза» (белым пропуском), стала называться фельетон. Очень часто фельетон выполнял просто занимательную роль и с помощью стилевого оживления привлекал внимание читателя к данному номеру газеты или журнала. Возникла эта рубрика как явление демократизации прессы: после Великой французской революции надо было завоёвывать аудиторию, привлекать её на свою сторону. Первые фельетоны Journal des Débats содержали в себе репертуар театров, стихотворные загадки, шарады, ребусы, стихи и объявления. Таким образом, традиционная версия, вошедшая во всеобщее употребление, относится не к самому жанру фельетон, а к истории газетной рубрики «Фельетон». Это были литературные мелочи развлекательного, подчёркнуто неполитического, неофициального характера.
Давид Заславский предположил, что во Франции фельетон возник в эпоху французской революции, хотя сам термин «фельетон» тогда ещё отсутствовал и особого подвала в газетах заведено тоже не было. Далее Заславский указывает на первые образцы революционных фельетонов, в задачи которых входило привлекать народ к революции.

## История жанра
Истоки жанра фельетон уходят в XVIII век. Его родоначальниками нужно считать Вольтера, Дидро и их политического врага Фрерона.
Жанр фельетон в русской литературе впервые возникает в 1820 году в журнале «Вестник Европы»:

«Фельетон — это ещё, очевидно, не укрепившееся в нашем быту понятие, означает отдельную часть газеты, где помещаются замечания на новые книги, на играемые в театрах пьесы, на самую игру актёров»
Иногда фельетон выступал в роли так называемой газетной беллетристики, где художественная манера не всегда достигала высоты подлинного эстетического уровня. Фельетон в прошлом имел вполне позитивную направленность. Сатирическую окраску он приобрёл в новейшее время. Более близок к изначальному смыслу роман-фельетон.
Принято выделять два основных вида, различающихся типом повествования:
1. беллетризованный (конкретно-изобразительный);
2. аналитический (обобщающе-характеризующий).

Фельетонисты испытывали серьёзные проблемы в странах с цензурой разной степени строгости. Поэт Саша Чёрный, у которого цензура запретила сборник «Разные мотивы», в своем стихотворении 1908 года пишет:
Фельетонист взъерошенный
Засунул в рот перо.
На нем халат изношенный
И шляпа болеро...
Чем в следующем номере
Заполнить сотню строк?
Зимою жизнь в Житомире
Сонлива как сурок.
Живет перепечатками
Газета-инвалид
И только опечатками
Порой развеселит.
Не трогай полицмейстера,
Духовных и крестьян,
Чиновников, брандмейстера,
Торговцев и дворян,
Султана, предводителя,
Толстого и Руссо,
Адама-прародителя
И даже Клемансо...
Ах, жизнь полна суровости,
Заплачешь над судьбой:
Единственные новости —
Парад и мордобой!
Фельетонист взъерошенный
Терзает болеро:
Парад — сюжет изношенный,
А мордобой старо!